# 洗禮堂

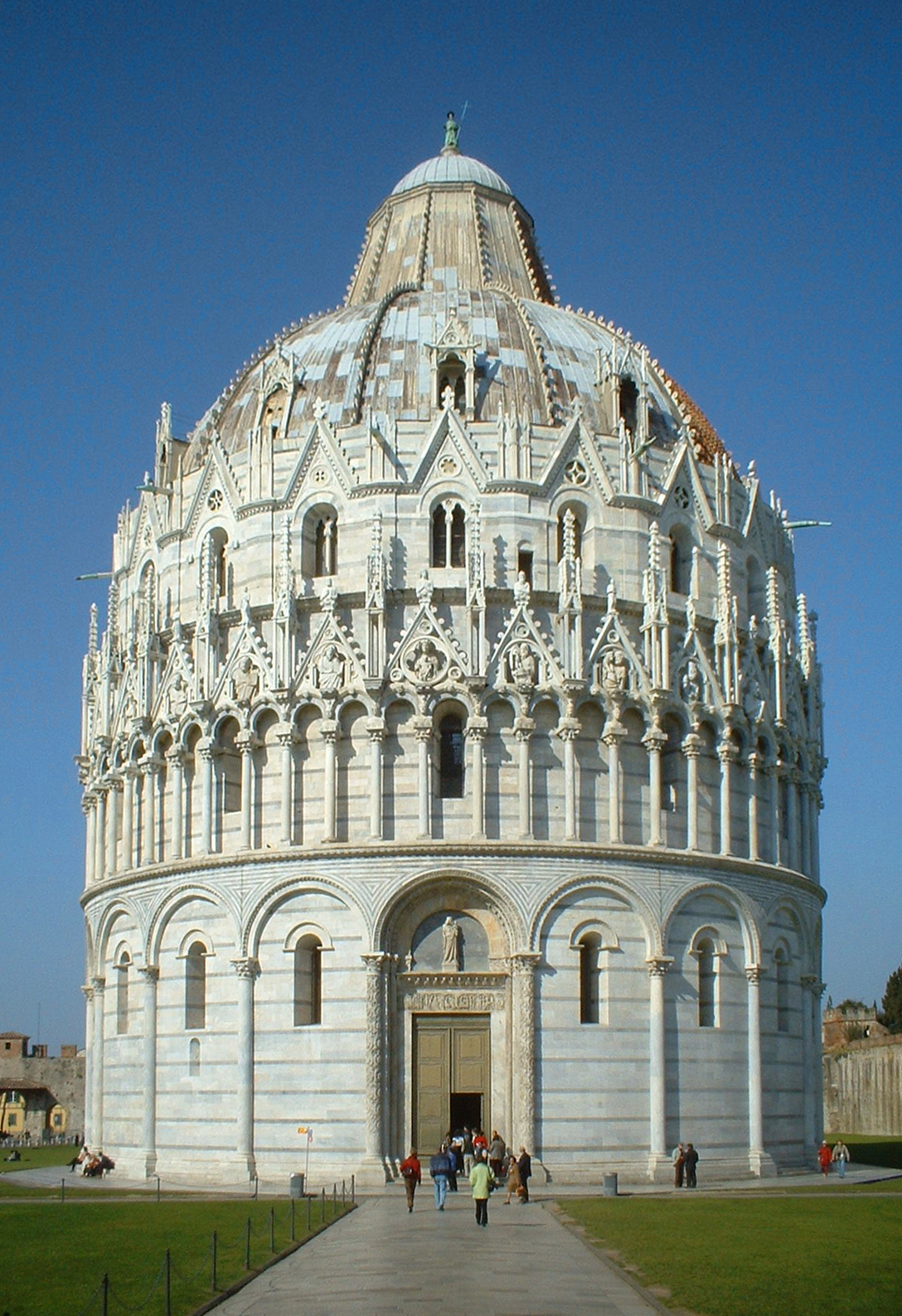
比薩洗禮堂，始建於1152年，完成於1363年

在基督教建築中，洗禮堂或洗禮池（古法語：baptisterie；拉丁語：baptisterium；希臘語：βαπτιστήριον，意為「沐浴場所」）是一種獨立的中央結構，圍繞著洗禮池。洗禮堂可能會被納入教堂或大教堂的主體內，並設有祭壇作為禮拜堂使用。在早期教會中，慕道者會在洗禮堂接受指導並施行洗禮聖事。

## 設計

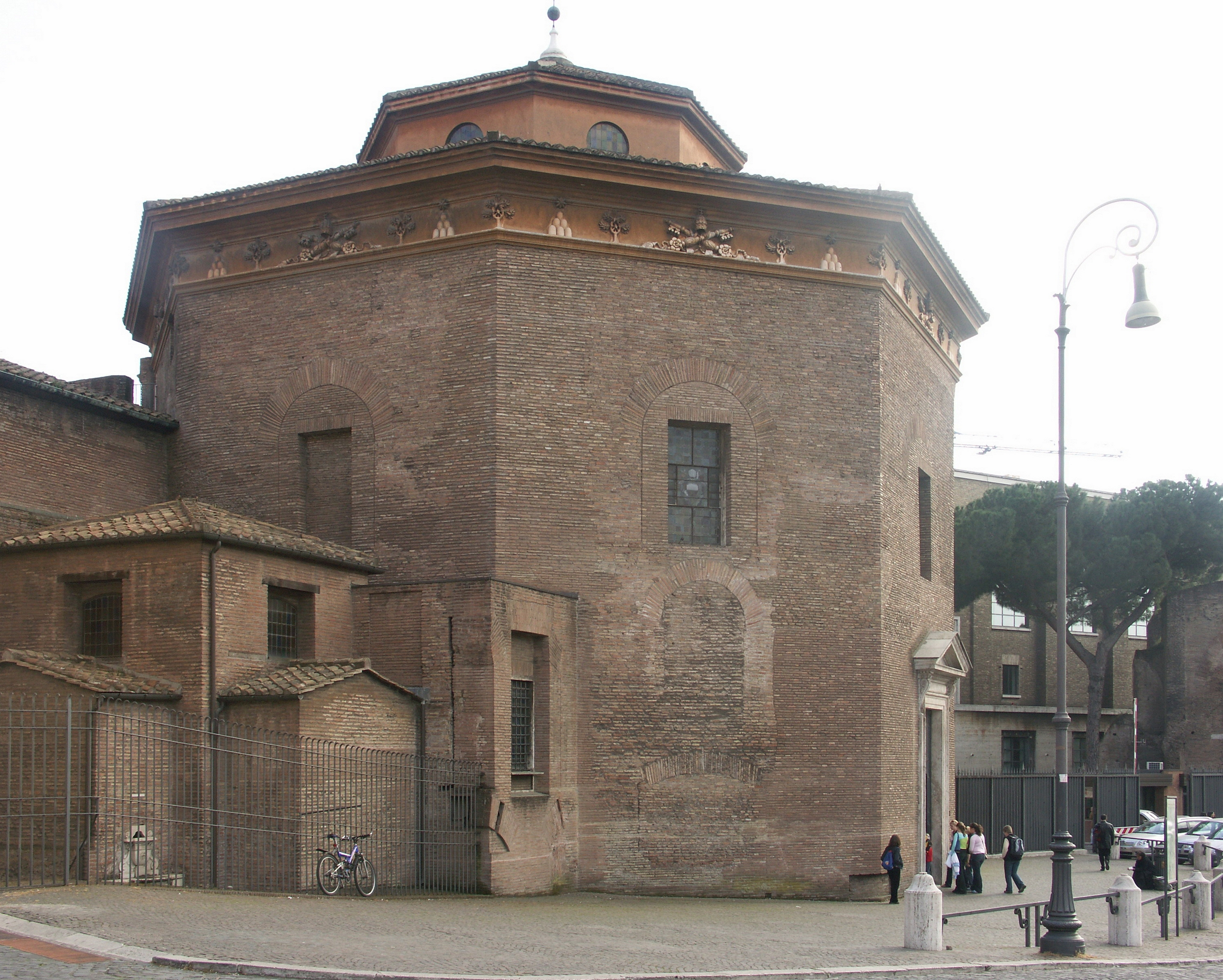
羅馬的拉特朗洗禮堂，建於440年

洗禮堂的重要性及其建築的宏偉反映了洗禮對基督徒的歷史意義。自四世紀開始，意大利的洗禮堂經常被設計成八邊形。一個專門建造為洗禮堂的建築是羅馬的拉特朗洗禮堂，其八邊形設計成為廣為效仿的模型。洗禮堂有時會設計成十二邊形，甚至是圓形，如比薩的洗禮堂。
在洗禮堂的前廳或前室中，慕道者會接受指導並在洗禮前宣告信仰。洗禮堂的主要內部空間圍繞著洗禮池（piscina），受洗者會在池中被三次浸泡。池中有三階台階通向池底，池上可能懸掛著金或銀製的鴿子。牆上的壁畫或馬賽克通常描繪施洗約翰的生平場景。最初，洗禮池通常由石頭製成，但後來金屬也經常被使用。
拉特朗洗禮堂的洗禮池由天然泉水供應。在這個地點成為拉特朗家族的宮殿之前，該泉水為宮殿的眾多居住者提供水源。隨著基督教對洗禮堂的需求增加，聖泉被基督教化成為洗禮堂越見普及。卡西奧多羅斯在公元527年寫的一封信中描述了一個在前異教神殿的春季集會，這個神殿被基督教化成為洗禮堂。同樣的例子還有圖爾的聖格列高利和都靈的馬克西姆斯。

## 歷史

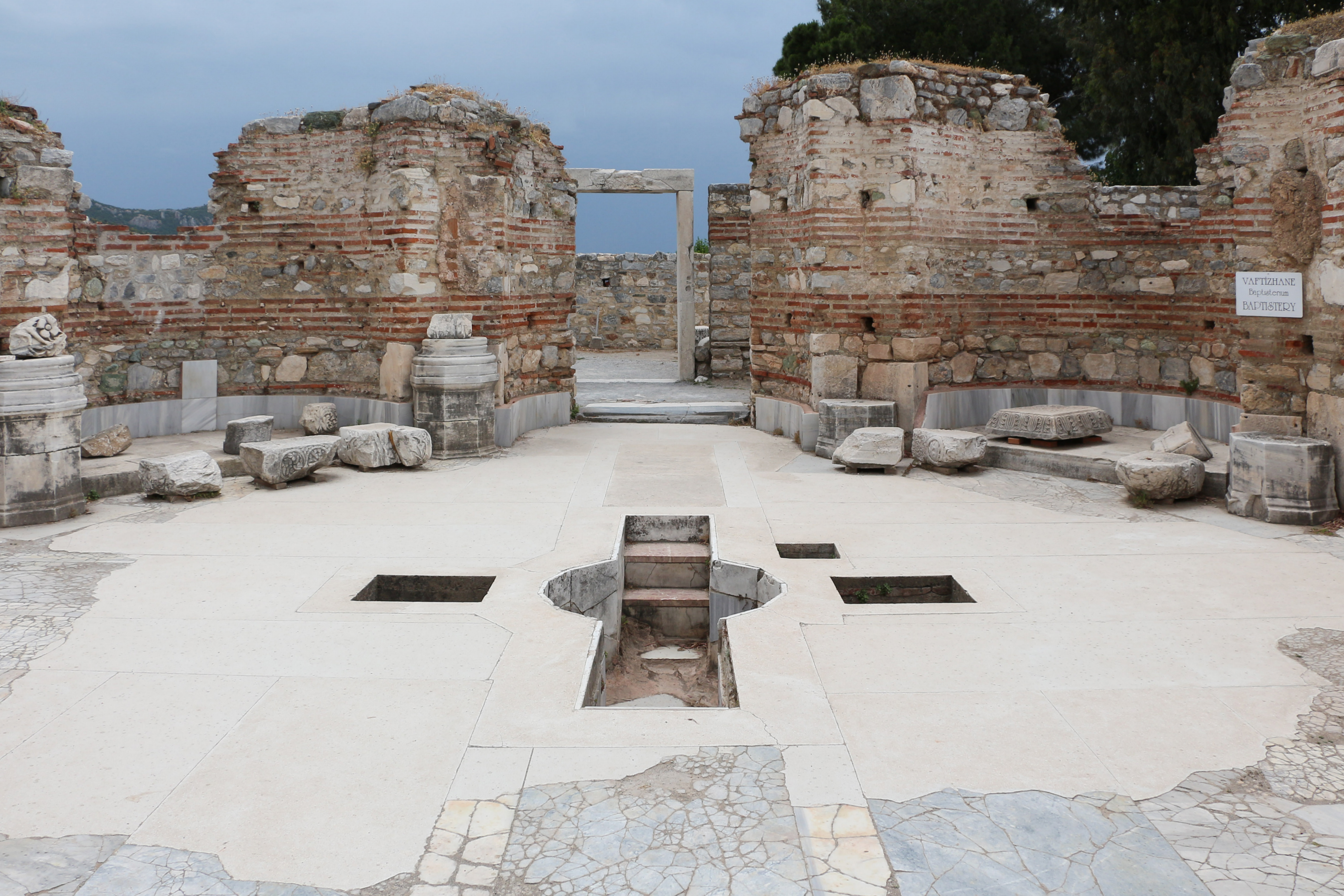
土耳其以弗所的聖約翰大教堂中的洗禮堂

洗禮堂曾經見證過有大量的成人慕道者到教會接受洗禮的興盛時期，而在當時浸禮是常規做法。在罗马帝国皇帝狄奥多西一世、格拉提安和瓦伦提尼安二世頒布《薩洛尼卡敕令》使基督教成為羅馬國教之前（即四世紀前），洗禮堂並不常見。到六世紀，洗禮池通常建在教堂的門廊，後來移至教堂內部。隨著嬰兒洗禮的普及，九世紀之後很少建造新的洗禮堂。
一些早期的洗禮堂非常大，以至於有記載在其中舉行過議會和宗教會議。洗禮堂需要很大，因為早期教會的主教通常會在一年中的特定聖日為其教區內的所有慕道者施行洗禮。洗禮堂因此附屬於大教堂，而非堂區教堂。在意大利鄉村，pieve是一種帶有洗禮堂的教堂，其他沒有洗禮堂的教堂依賴於它。
在沒有洗禮儀式的月份中，洗禮堂的大門會被主教的印章封閉，以控制教區內所有洗禮的正統性。有些洗禮堂分為兩部分，以分隔不同性別的受洗者；或者有時教堂會有兩個洗禮堂，每個性別一個。洗禮後，常常會提供壁爐來為受洗者取暖。

## 中世紀義大利的復興
在大部分歐洲地區，早期基督教的獨立洗禮堂建築在中世紀晚期已經不再普遍，因為當時的洗禮通常是對嬰兒進行的，並使用聖水灑水而非浸禮。然而，在北義大利，獨立的洗禮堂再次興起，可能主要作為市民自豪感的表現，通常建在大教堂旁邊，並經常配有獨立的鐘樓。

## 著名的洗禮堂

### 義大利洗
- 羅馬的拉特朗洗禮堂：基督教西方最重要和建築上最具影響力的洗禮堂，由教宗西斯三世創建。
- 帕爾馬洗禮堂
- 佛羅倫薩洗禮堂：托斯卡納羅馬式風格建築，與佛羅倫斯大教堂相關，重建於1059年至1150年間，內有羅倫素·吉貝爾蒂的「天堂之門」。
- 比薩洗禮堂：圓頂的聖若望洗禮堂，覆蓋白色大理石，位於比薩大教堂廣場，從1152年開始分階段建造，結合了羅馬式和哥特式風格。
- 羅梅洛的聖若望洗禮堂

### 法國
- 弗雷瑞斯大教堂的洗禮堂
- 普羅旺斯艾克斯主教座堂的洗禮堂
- 普瓦捷的聖若望洗禮堂：據說是法國最古老的基督教建築。

### 其他
- 塞爾維亞克拉列沃附近的日查修道院的洗禮堂
- 聖地的拜占庭洗禮堂，如尼科波利斯的艾瑪烏斯

## 外部連結
- 基於Ristow, Frühchristliche Baptisterien (1998) 的早期基督教洗禮堂互動地圖
- 的存檔，存档日期2022-01-24.
- . . 1920.